# Aechmea gracilis
Espèce
Classification phylogénétique
Aechmea gracilis est une espèce de plantes à fleurs de la famille des Bromeliaceae, endémique de la forêt atlantique (mata atlântica en portugais) au Brésil.

## Synonymes
- Ortgiesia gracilis (Lindm.) L.B.Sm. & W.J.Kress[1].

## Distribution et habitat
L'espèce est endémique des états côtiers du sud-est du Brésil, de Santa Catarina à l'État de Rio de Janeiro.

## Description
L'espèce est épiphyte.